# Ametralladora ligera M249
La ametralladora ligera M249 (formalmente Ametralladora Ligera, 5,56 mm, M249; también conocida como arma automática de pelotón M249, en inglés: M249 Squad Automatic Weapon) es la versión estadounidense de la ametralladora ligera belga FN Minimi, fabricada por FNH USA y empleada por todas las ramas de las Fuerzas Armadas de los Estados Unidos. La ametralladora fue introducida en 1984, siendo la única candidata en superar varias pruebas. Provee el gran volumen de fuego de una ametralladora media con munición de menor peso.
La M249 es accionada por los gases del disparo y enfriada por aire. Posee un cañón de cambio rápido, que permite a sus servidores reemplazarlo en poco tiempo cuando se sobrecalienta o bloquea. Tiene un bípode plegable acoplado cerca del cañón, aunque también puede montarse sobre un trípode fijo.

## Historia
En 1965, las principales ametralladoras del Ejército estadounidense eran la Browning M2 y la M60. La M2 era una ametralladora pesada que habitualmente iba montada en vehículos o en emplazamientos previamente preparados. La M60 era una ametralladora de propósito general con una mayor movilidad, comparada con la ametralladora pesada M2, que podía ser transportada por las tropas para darles cobertura con fuego automático. Sin embargo, ambas ametralladoras eran armas muy pesadas, y por lo habitual necesitaban un equipo de al menos dos hombres para operar efectivamente, lo que las hacía más idóneas para emplearlas en un pelotón o en un regimiento. Por su parte, el fusil automático Browning M1918 (BAR), que era el principal fusil automático y ametralladora ligera del ejército estadounidense, era ya una arma obsoleta en la década de 1950. Desde entonces, a los "fusileros asignados" de cada escuadrón se les ordenó utilizar sus fusiles en modo automático para proveer "fuego de cobertura", como la doctrina habitual del ejército estadounidense requiere que las tropas empleen los fusiles en modo semiautomático durante la mayor parte del combate para aumentar la precisión y ahorrar munición, los fusiles M14 y M16 del ejército estadounidense no habían sido diseñados para soportar un fuego automático sostenido, por lo que se bloqueaban o se sobrecalentaban. Sus cargadores de 30 cartuchos también limitaban su efectividad, en comparación con las armas alimentadas mediante cinta de munición. Se decidió que una ametralladora individual, más ligera que la M60, pero con mayor poder de fuego que el fusil M16 sería ventajosa, las tropas ya no tendrían que basarse en sus fusiles para abrir fuego en modo automático. Las propuestas de diseño para la nueva ametralladora fueron solicitadas en 1969. Los diseños debían tener un peso por debajo de 10 kg (22 libras) en los que se incluían 200 cartuchos, disparar un nuevo cartucho de 6 mm y tener un alcance de al menos 730 metros (800 yardas). Entre las armas que fueron enviadas por los fabricantes se encontraban la ametralladora experimental Colt CMG-1 (basada en el M16), la Heckler & Koch HK21 y la FN Minimi, un arma accionada por los gases del disparo, refrigerada por aire y que empleaba el mismo cartucho que el fusil de asalto M16. Todas ellas fueron sometidas a rigurosas pruebas en todas las condiciones posibles. La Minimi demostró ser la más efectiva de todas y fue aceptada en 1981, cuando los planes para los nuevos cartuchos de 6 mm fueron descartados debido a los problemas logísticos que conllevaría la introducción de un nuevo cartucho. La nueva ametralladora entró en servicio en el ejército estadounidense como "arma automática de escuadrón M249" en 1984, siendo adoptada por los Marines un año más tarde. El modelo M249 es fabricada en los Estados Unidos y es ligeramente diferente de la Minimi estándar; la culata, el pistolete y el guardamano tienen una forma diferente, además de otras modificaciones internas menores. Un hombre en cada equipo de 4 soldados (el fusilero automático) fue equipado con la nueva arma para proveer de fuego automático a su unidad.

## Diseño y características
La M249 dispara a cerrojo abierto y es accionada por los gases del disparo; cuando se dispara una bala, los gases generados son empleados para empujar hacia atrás un pistón. Este eyecta el casquillo de la bala disparada e inserta un nuevo cartucho en la recámara, preparando el siguiente disparo. No posee sistema de enfriamiento, la simple exposición al aire la enfría luego de disparar. Para prevenir el sobrecalentamiento y bloqueos, el arma posee un cañón de cambio rápido; cada ametralladora lleva un cañón de repuesto. Un bípode plegable con patas ajustables va acoplado delante del guardamanos, aunque también está disponible un trípode fijo. El arma tiene una precisión similar a la de un fusil, pero posee el volumen de fuego de una ametralladora. Su cadencia normal es de 750 balas por minuto, aunque esta puede aumentarse a 1000 balas por minuto si es necesario, estando también disponible un modo de fuego semiautomático.
Es alimentada mediante cintas de 200 cartuchos 5,56 x 45 OTAN que pueden almacenarse en un contenedor de plástico tipo caja, en contenedores de tela o mediante cargadores de fusil M16 de 30 cartuchos. Tácticamente, estas ametralladoras pueden emplearse para defender a una unidad en maniobras o posicionadas para proveer fuego de cobertura a otras unidades.
Comparada con otras armas similares, la M249 es pesada pero efectiva. La RPK, una adaptación soviética del AK-47, solamente pesa 5 kg, la mitad del peso de la M249. Tiene una menor cadencia de fuego y no posee un cañón de cambio rápido, lo cual aumenta la posibilidad de sobrecalentamiento; estos inconvenientes son compensados por su mayor alcance y calibre. La CETME Ameli también pesa unos 5 kg debido al amplio empleo de polímero moldeado en la culata, pistolete y guardamanos. Dispara el mismo cartucho que la M249, aunque su cadencia de fuego es mucho mayor. La Ultimax 100, una ametralladora empleada por las Fuerzas Armadas de Singapur, ha sido descrita como "la mejor ametralladora ligera del mundo de hoy" y fue considerada por los Marines como un reemplazo para la M249. Dispara cartuchos 5,56 x 45 OTAN desde un tambor de 100 cartuchos y tiene un mecanismo para reducir el retroceso. 
Coste unitario: 4087 $

### Opiniones sobre el arma
Cuando el arma entró en servicio en 1984, suscitó sentimientos encontrados entre los usuarios: cumplía bien el papel de ametralladora ligera, pero no era tan efectiva al ser disparada desde el hombro. Era alabada por su gran durabilidad y masivo poder de fuego, aunque salieron a relucir algunos problemas: su adaptador para disparar cartuchos de fogueo no encajaba bien, el bípode era muy débil y se rompía fácilmente, era complicado ponerle una correa portafusil y el diseño tenía varias ranuras y aberturas con tendencia a acumular suciedad y que eran muy difíciles de limpiar. Algunos decían que el M16 con cañón pesado era una ametralladora ligera más efectiva. Se registraron muchas quejas sobre bloqueos al usar cargadores (los resortes de estos no podían resistir la cadencia de fuego del arma) y la necesidad de cambiar el cañón frecuentemente.
En abril del 2002 se publicó el reporte "Lecciones aprendidas en Afganistán", del teniente coronel Charlie Dean y el sargento Sam Newland del U.S. Army Natick Soldier Center. El reporte mostró que el 54% de los tiradores equipados con SAW tenían problemas en el mantenimiento de sus armas, y que un 30% indicó lo rápido que esta se oxidaba. El 80% de los soldados entrevistados destacaron la precisión y letalidad del arma, la mayoría de ellos confiando en su arma. Algunos soldados reportaron que los contenedores de munición caían solos y cascabeleaban.
El 15 de mayo de 2003 se publicó el reporte "Operation Iraqi Freedom PEO Soldier Lessons Learned", del teniente coronel Jim Smith del Ejército estadounidense. Era mayormente positivo sobre la M249, diciendo que "provee el poder de fuego necesario a nivel de escuadrón". También resaltó la variante SPW, diciendo que "el cañón corto y el pistolete delantero permitían un empleo muy efectivo de la SAW en zonas urbanas". En la Asociación Industrial de la Defensa Nacional 2007, el coronel Al Kelly del Primer Batallón de la 17.ª División de Infantería hizo una presentación en la cual dijo que la M249 tenía "buen alcance, excelente fiabilidad" y "excelente trazador". También dijo que el morral de tela era preferible a la caja de plástico para servir como contenedor de cintas, y que "el poder de parada es pobre, pero se compensa con la cadencia de fuego".

### Variantes
XM249E1
Cañón con estriado experimental; los cambios demostraron ser exitosos y se incorporaron al arma
M249E2
M249 con un kit de accesorios que la hace más efectiva. Este modifica el cañón, guardamanos, culata, pistolete, pistón de gases y mecanismos de puntería.
M249E3 Para
La M249E3 Para es una versión compacta de la ametralladora, con un cañón más corto y una culata plegable de aluminio. Se llama así por haber sido diseñada para ser empleada por las tropas aerotransportadas.
M249E4 Special purpose weapon
Una versión más corta y aligerada del arma, diseñada según los estándares de las fuerzas especiales USSOCOM. La SPW tiene un bípode desacoplable y pistolete delantero.
Mk 46 Mod 0
Una variante más ligera que la SPW, empleada por la USSOCOM. El asa de transporte, el brocal para cargadores y los puntos de anclaje para vehículos han sido descartados, así que la Mk 46 no puede ser montada en vehículos ni usar cargadores. Se le añadieron rieles Picatinny al arma.
Mk 48 Mod 0
Una versión de la Mk 46 calibre 7,62 mm, empleada por la USSOCOM cuando se necesita un cartucho más pesado

## Futuro

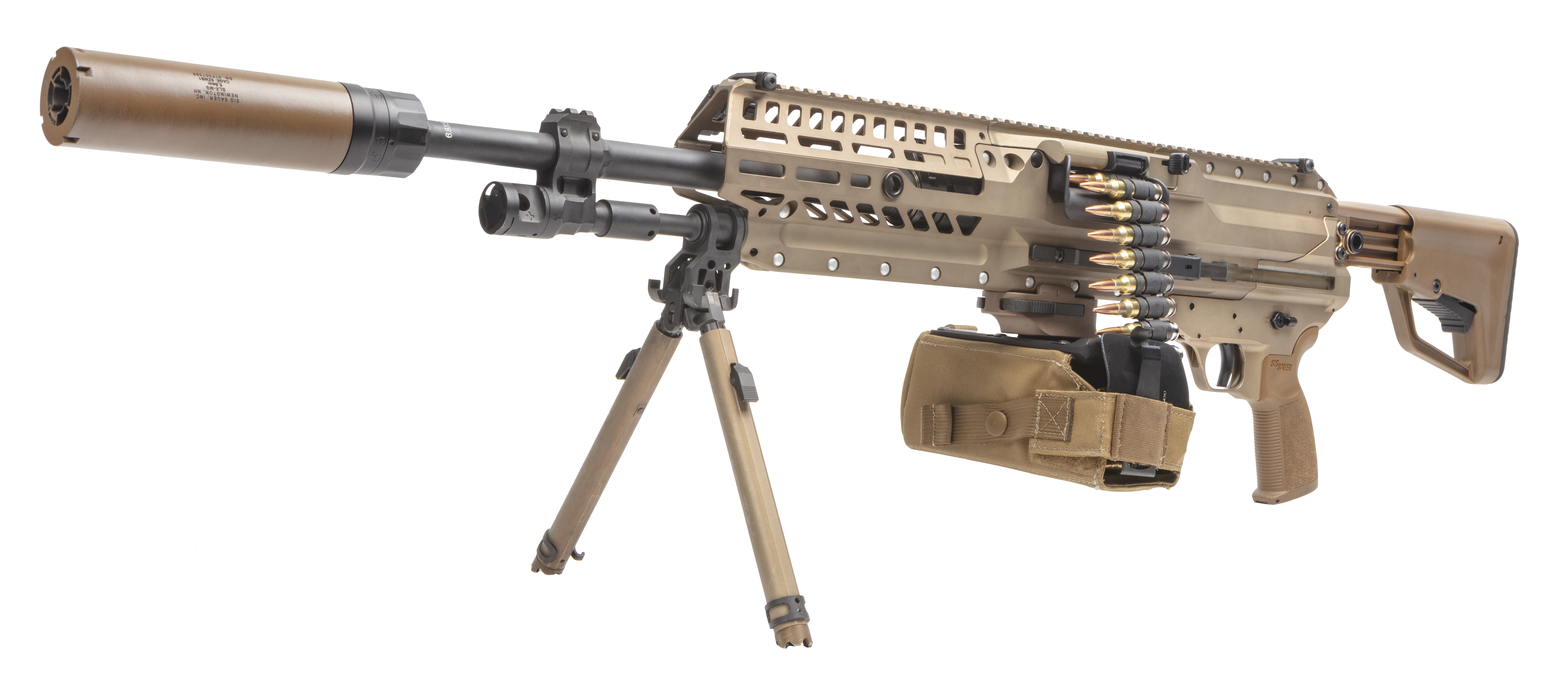
SIG Sauer XM250, el reemplazo previsto de la M249.

Varias ametralladoras SAW que sirven actualmente en el Ejército estadounidense y los Marines tienen más de 10 años y son cada vez menos fiables. Mientras que un programa de repotenciamiento ha extendido su durabilidad, el intenso empleo empieza a notarse. Los Marines están buscando un fusil más ligero para complementar y parcialmente reemplazar a la M249, aceptando modelos para probar la idea del fusil automático de infantería. Planean comprar más de 6500 FAI para lograr su meta.
El Ejército estadounidense descartó la idea del FAI. El coronel Robert Radcliff, del Centro de Investigación y Desarrollo para la Infantería del Ejército estadounidense, declaró que un fusil automático alimentado mediante cargadores reduciría la efectividad y el poder de fuego de un escuadrón. Mientras que los Marines tienen escuadras de 12 hombres, el Ejército organiza sus tropas en escuadras de 8, necesitando una mayor cantidad de poder de fuego para compensar la diferencia de 4 hombres. El Ejército estadounidense solamente desea reemplazar sus viejas M249 con nuevas ametralladoras del mismo tipo. Esta previsto que la M249 sea sustituida progresivamente por la XM250 de calibre 6,8 × 51 mm (0,277 pulgadas).

## Imágenes

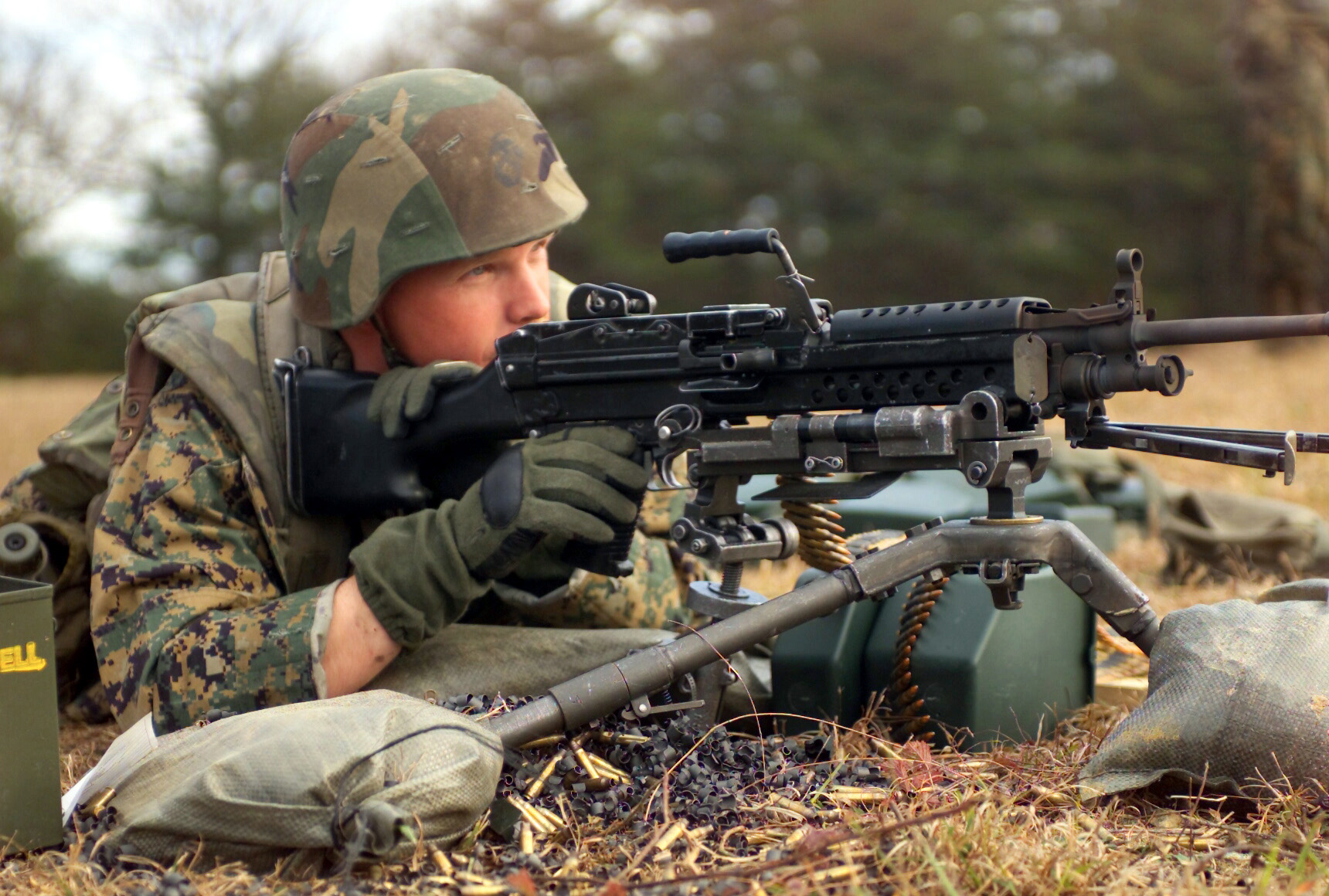
Marine estadounidense con una M249 con trípode M122.
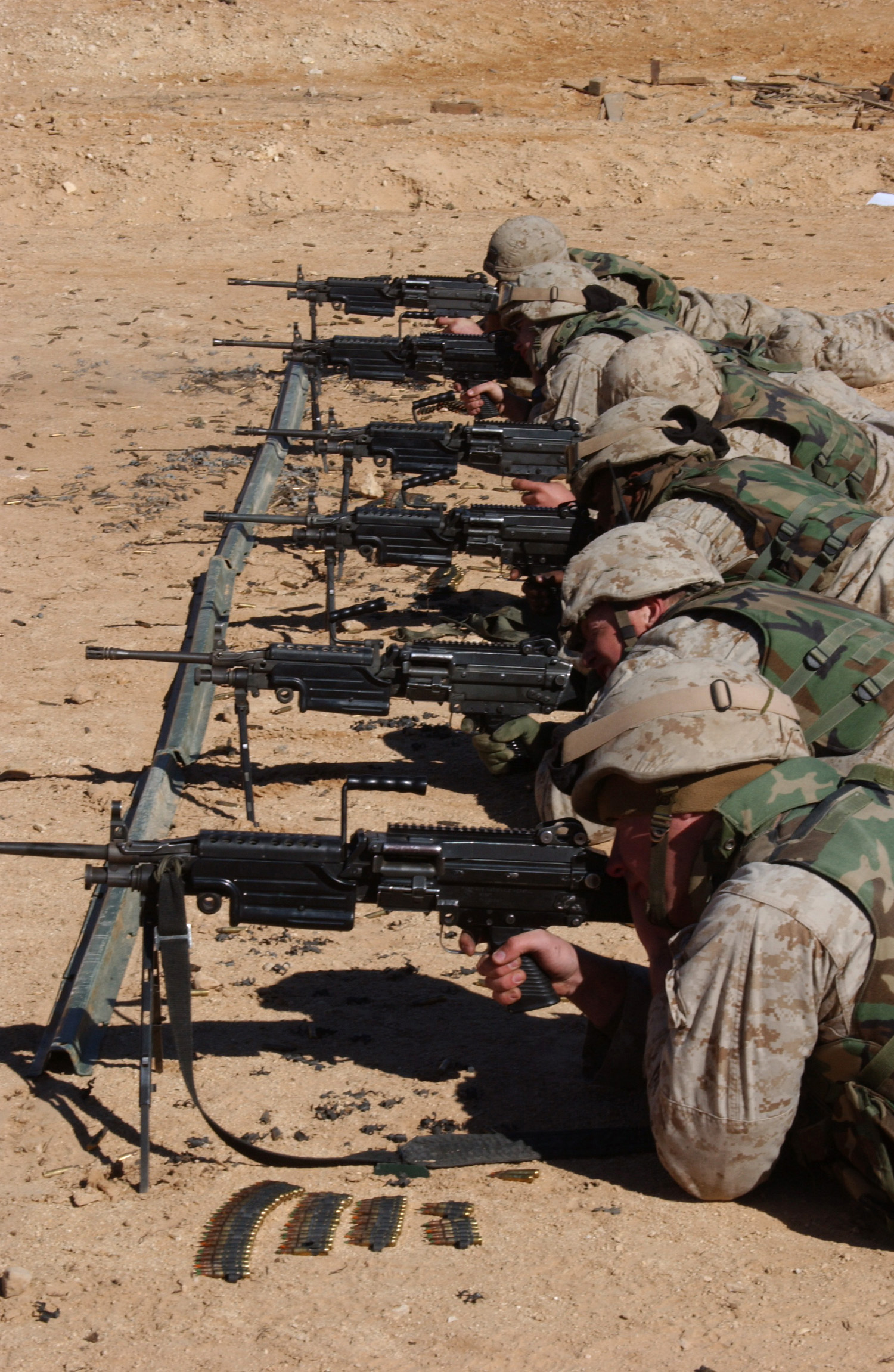
Marines estadounidenses disparan con la M249 SAW durante un entrenamiento en Al Asad, Irak, principios de 2005.
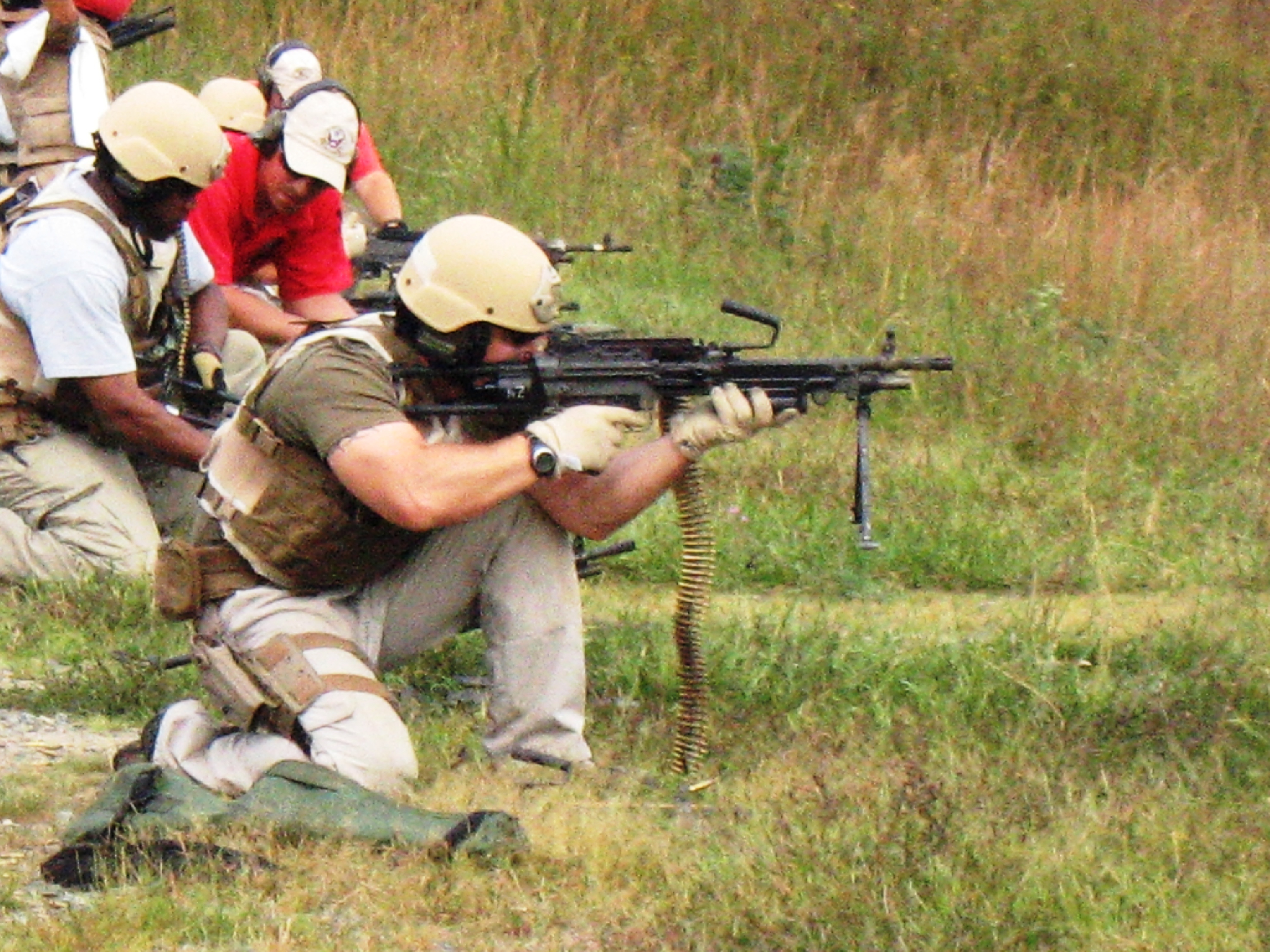
Un agente especial del U.S. Diplomatic Security Service-DSS con su M249 SAW. Servicio de Seguridad Diplomática (Estados Unidos).
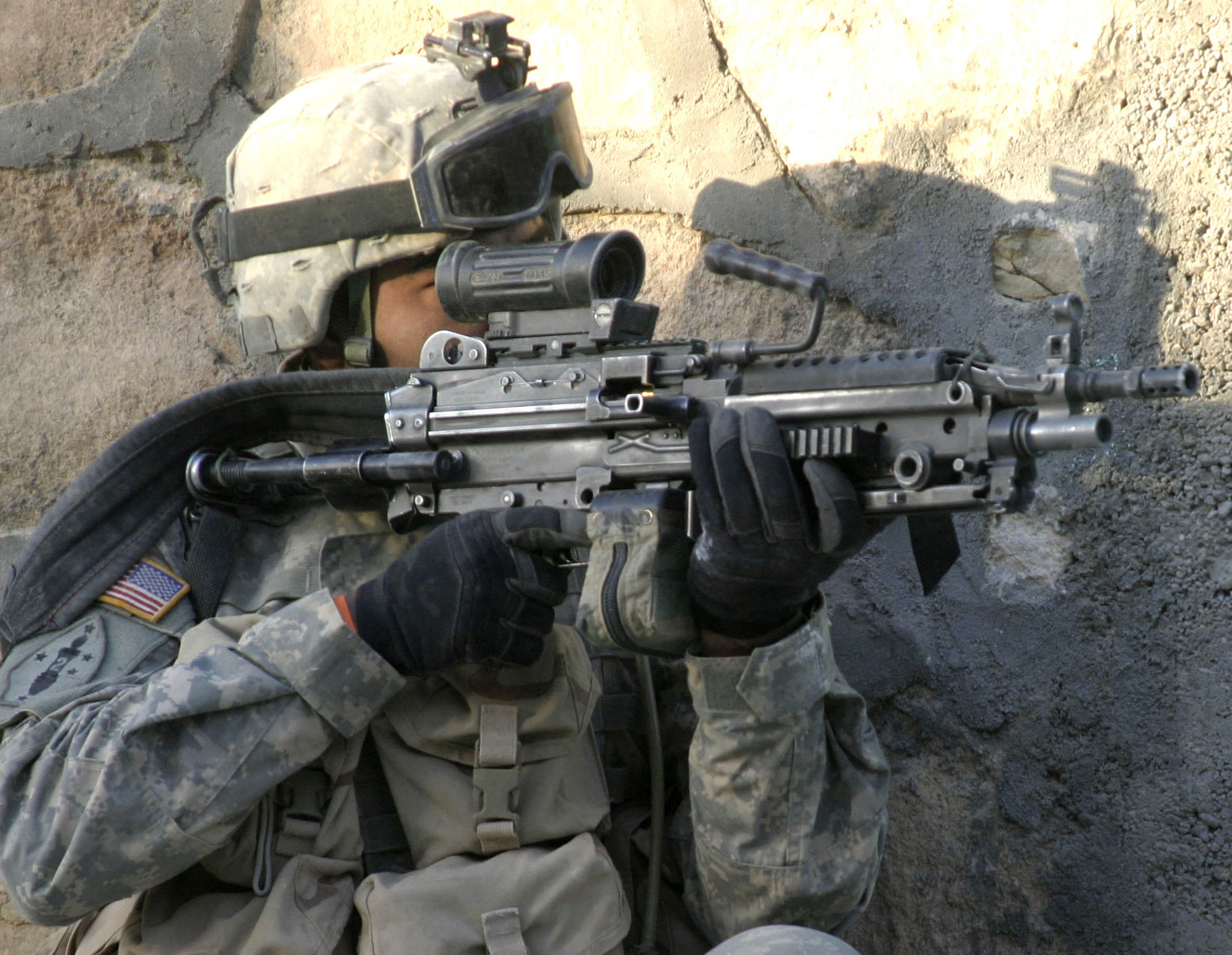
Soldado estadounidense utilizando la "M249".